# Leucodermia
La leucodermia (dal greco λευκός, leukós, «bianco» e δέρμα, dèrma, «pelle») o leucoderma o ipopigmentazione è una condizione cutanea caratterizzata da una riduzione permanente o cronica della normale pigmentazione cutanea dovuta prevalentemente alla melanina.. La riduzione della melanina è chiamata anche ipomelanosi.
L'ipomelanosi dovuta alla riduzione o assenza di melanina, dovuta sia a carenze nella produzione sia a difetti nel trasferimento dei melanosomi dai melanociti ai tessuti circostanti, è chiamata melanopenica.
L'ipomelanosi dovuta alla riduzione o assenza dei melanociti è chiamata melanocitopenica.
Può verificarsi associata ad un ampio spettro di malattie, disturbi o condizioni cutanee; anche di alcune che non influiscono direttamente sulla melanogenesi o sulla melanina come il nevus anemico.

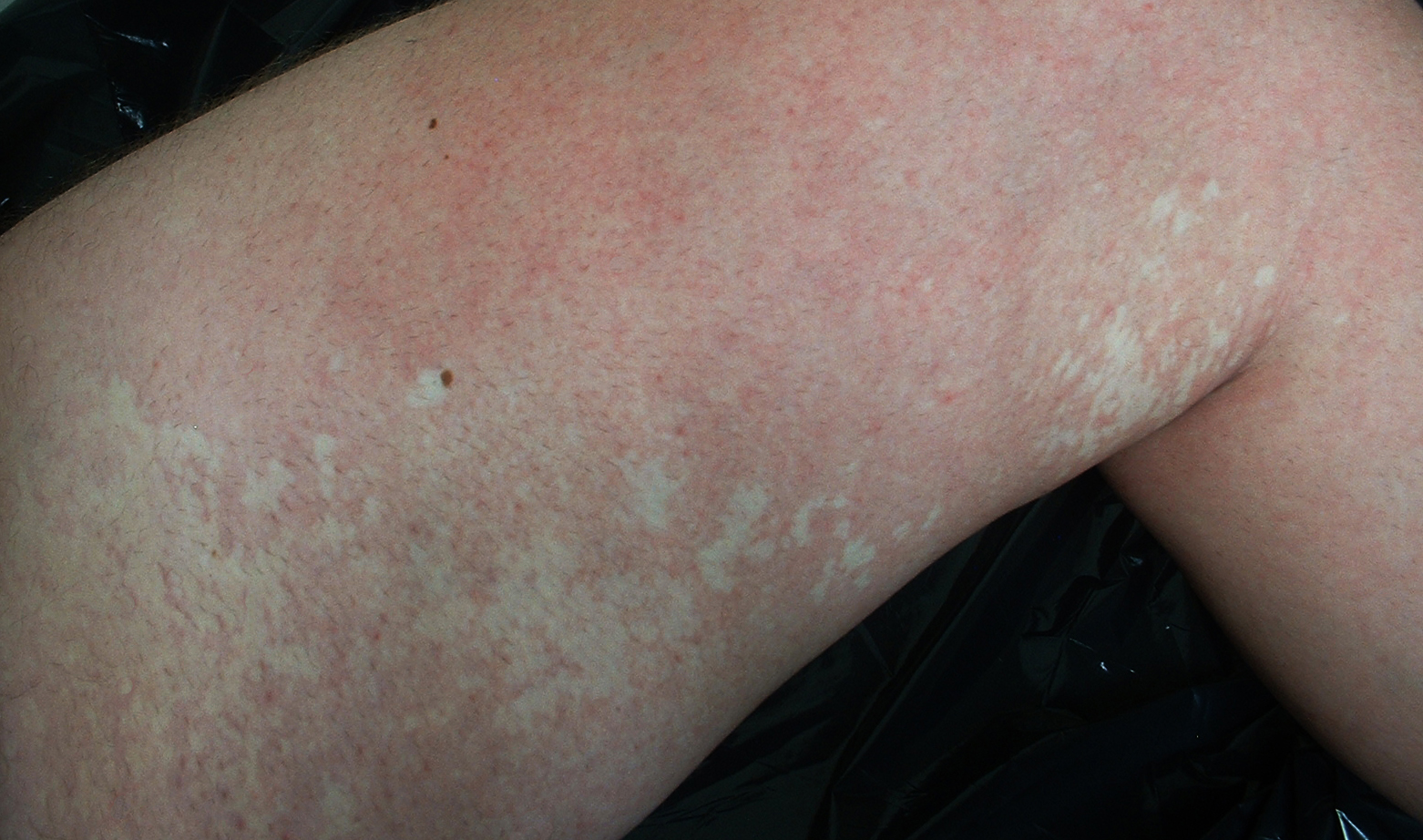
Gamba con nevi anemici

Vissuta come un problema prevalentemente estetico, la leucodermia può avere conseguenze psicologiche e relazionali rilevanti, soprattutto se si verifica sulle parti esposte del corpo come il viso, il collo o degli arti. Ciò è particolarmente vero per la vitiligine, che alcuni autori in lingua inglese chiamano anche leucoderma; ma anche per la depigmentazione seguita alle ustioni, la leucodermia associata al lupus eritematoso discoide e le lesioni congenite come nevi e piebaldismo.

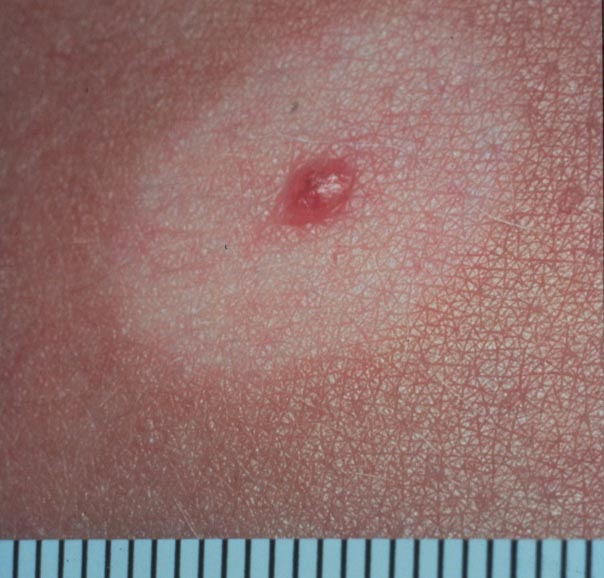
nevo di Sutton

La leucodermia non è contagiosa.

## Classificazione
La leucodermia può essere classificata come genetica (congenita e non), acquisita o indotta in funzione delle sue cause.
Una ampia gamma di leucodermie indotte dall'esposizione topica o sistemica a specifiche sostanze chimiche sul posto di lavoro è definita leucodermia occupazionale.
La leucodermia può essere anche classificata come melanopenica, melacitopenica e amelanotica in funzione della difetto nella melanina o nei melanociti o in nessuno dei due.
| Classificazione delle leucodermie | Classificazione delle leucodermie | Classificazione delle leucodermie                                                                  | Classificazione delle leucodermie |
| fattori causali prevalenti        | leucodermia melanocitopenica | leucodermia melanopenica                                                                           | leucodermia amelanotica           |
| --------------------------------- | --- | -------------------------------------------------------------------------------------------------- | --------------------------------- |
| chimici                           | depigmentanti melanocitotossici fenolici o catecolici, metalli pesanti (mercurio, piombo), alcuni acidi dioici                                                                    | Depigmentanti inibitori della tirosinasi, retinoidi e glucocorticoidi                              |                                   |
| fisici                            | ustioni, traumi, cicatrici, smagliature, laser | |                                   |
| endocrini                         | | malattia di Addison, ipotiroidismo                                                                 |                                   |
| genetici                          | vitiligine, piebaldismo, sindrome di Alezzandrini, sindrome di Vogt-Koyanagi-Harada, sindrome di Waardenburg, sindrome di Tietz, ipomelanosi di Ito, sindrome di Hermansky–Pudlak | albinismo oculocutaneo tipo I e III, sindrome di Chédiak-Higashi, sindrome di Cross–McKusick–Breen | nevo anemico                      |
| infiammatori                      | micosi, pitiriasi lichenoide cronica | lebbra, sifilide, sarcoidosi, pitiriasi versicolor                                                 | anello di Woronoff                |
| neoplastici                       | nevo di Sutton, leucoderma acquisito centrifugo | melanoma (halo)                                                                                    |                                   |
| nutrizionali                      | carenza di vitamina B12 | |                                   |
| misti                             | scleroderma | acne, pitiriasi alba, ipomelanosi guttata idiopatica, leucoderma di Vagabond                       | anemia, edema                     |

## Trattamento
I possibili trattamenti dipendono dalle cause. La leucodermia più comune, dovuta alla vitiligine, viene tipicamente trattata con corticosteroidi o fototerapia o trattamenti combinati, ma nei casi più gravi si può ricorrere al trapianto autologo di tessuti cutanei o di colture di melanociti sani.

## Società e cultura
La modifica dell'apparenza causata dalla leucodermia può influenzare il benessere emotivo e psicologico di una persona e può creare difficoltà nel ottenere o mantenere relazioni sociali. Le persone con questo disturbo possono sperimentare stress emotivo, soprattutto se si sviluppa la leucodermia nelle aree visibili del corpo, come il viso, le mani, le braccia, i piedi oppure nei genitali.